# Н'Голо Канте
Н'Голо Канте (на френски: N'Golo Kanté; роден на 29 март 1991 в Париж) е френски футболист, играе като централен полузащитник и се състезава за арабския Ал-Итихад.

## Клубна кариера

### Ранна кариера
Канте е продукт на школата на УС Булон. Дебюта си в Лига 2 прави на 18 май 2012 година при домакинската загуба с 1:2 от Монако. През сезон 2012/13 играе с отбора на Булон в третото ниво на френския футбол – Шампионат Насионал.
През 2013 година преминава в отбора от Лига 2 Каен. През сезон 2013/14 изиграва 38 мача за отбора. Каен завършва трети във второто ниво на френския футбол и печели промоция за Лига 1. През 2014/15 е част от отбора на Каен, който играе в елита на Франция. На 9 август 2014 година отбелязва гол в първия кръг от Лига 1 при победата с 3:0 като гост срещу Евиан Тонон Гаяр.

### Лестър Сити
На 3 август 2015 година Канте преминава в английския Лестър Сити за сумата от осем милиона евро.
На 7 ноември 2015 година отбелязва първия си гол в Английската висша лига при домакинската победа с 2:1 над отбора на Уотфорд.